# 2010 en Afrique du Sud
Chronologie de l'Afrique du Sud
- 2006
- 2007
- 2008
- 2009
- 2010
- 2011
- 2012
- 2013
- 2014

Cet article présente les faits marquants de l'année 2010 en Afrique du Sud, ou concernant le pays.

## Chronologie

### Janvier 2010
- Mardi 5 janvier 2010 : Cinquième mariage et troisième épouse pour le président Jacob Zuma (67 ans). Tobeka Madiba est âgée de 36 ans. La polygamie est tolérée en Afrique du Sud. Le droit commun ne reconnaît pas le mariage polygame, mais le droit coutumier l’accepte. La polygamie est une tradition fortement ancrée dans la culture zouloue du président. Une loi votée en 1998 a donné de nouveaux droits au femmes mariées à des hommes polygames[1].

- Vendredi 22 janvier 2010 : L'Église méthodiste a suspendu de ses fonctions, l'évêque Paul Verryn connu pour avoir aidé des milliers de Zimbabwéens réfugiés à Johannesburg. Cette église, transformée en gigantesque camp de réfugiés dans le centre-ville de Johannesburg, a suscité de nombreuses plaintes du voisinage, qui l'a accusé en 2009 d'abriter des criminels et dénoncé des sévices sexuels sur  mineurs. Après les attaques xénophobes de 2008 et la fermeture des camps de  réfugiés par le gouvernement, des milliers de sans-papiers ont trouvé refuge dans cette église pour quelques nuits ou plusieurs années[2].

- Jeudi 28 janvier 2010 : Mort à Pretoria, d'une tumeur au cerveau, de l'ancien international sud-africain Ruben Kruger (39 ans), champion du monde de Rugby à XV en 1995. Troisième ligne, il a joué 36 matches avec les Springboks entre 1993 et 1999.

### Février 2010

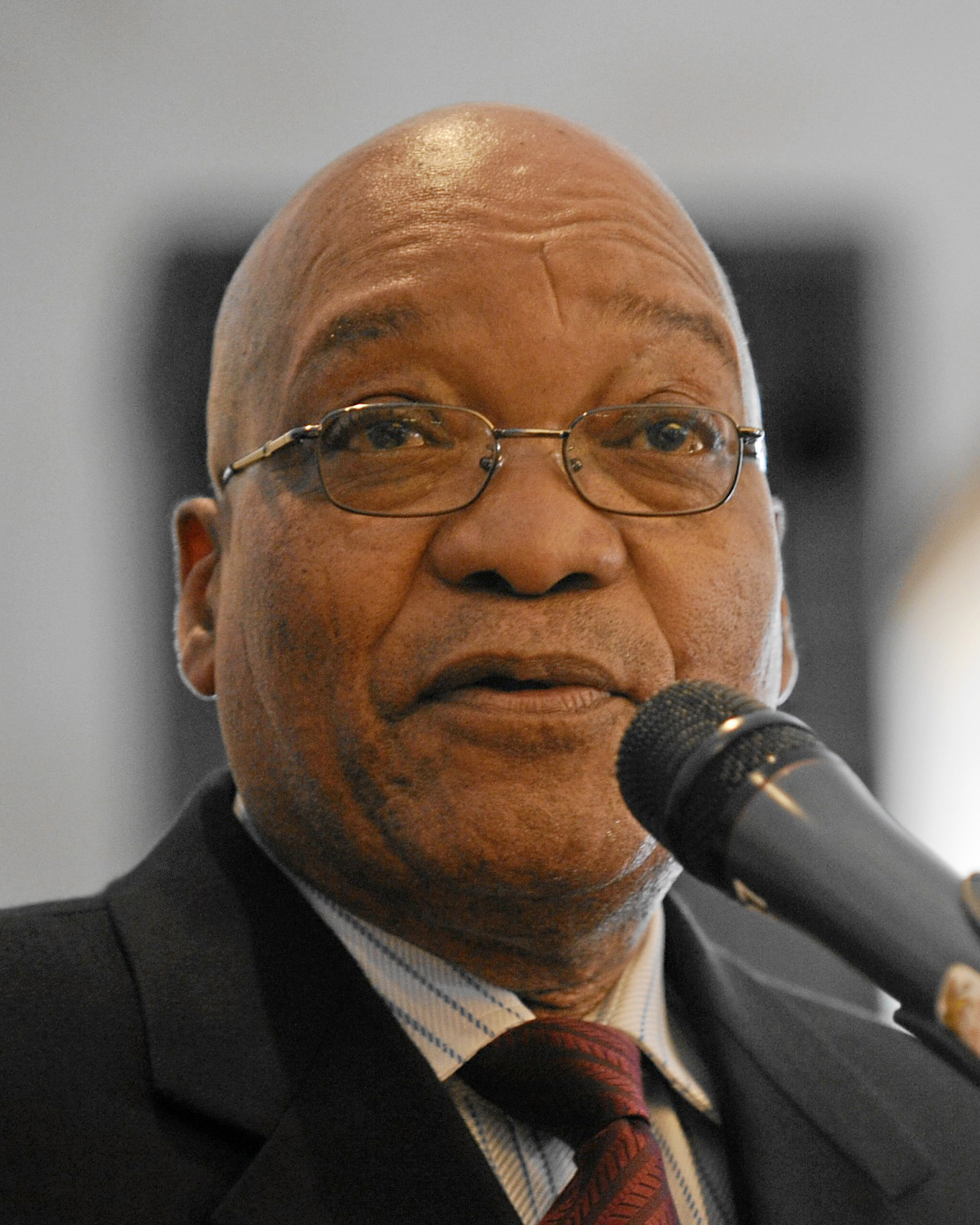
Jacob Zuma
(janvier 2010)

- Mercredi 3 février 2010 : Le président Jacob Zuma reconnaît avoir eu un enfant hors mariage avec la fille d'un de ses vieux amis, le président du comité local d'organisation du Mondial-2010, Irvin Khoza. Plusieurs responsables de partis ont estimé que le chef de l'État, marié en janvier avec sa troisième épouse, avait une « attitude complètement irresponsable » dans un pays qui compte le plus grand nombre de séropositifs dans le monde[3].

- Mardi 9 février 2010 : L'incendie de l'orphelinat « L'espoir du Christ » cause la mort de 15 personnes dont 13 enfants dans la province du KwaZulu-Natal (est).

### Mars 2010
- Samedi 6 mars 2010 : Plusieurs milliers de personnes ont défilé dans les rues du Cap à l'occasion de la Gay Pride (Fierté homosexuelle). Le pays est à la pointe de la défense des droits des homosexuels avec l'adoption en 1994 d'une Constitution très libérale, et en 2006, en légalisant les unions homosexuelles. Cependant les discriminations restent très nombreuses, en 2009, jusqu'à 10 cas de « viols correctifs » ont été signalés chaque semaine au Cap sur des lesbiennes pour les « soigner » de leur homosexualité et au moins 31 lesbiennes ont été tuées au cours d'attaques homophobes au cours de la décennie écoulée, mais seul un prévenu a été condamné. Des protestations se sont également élevées contre le projet de loi anti-homosexuels en Ouganda et le traitement réservé à un couple d'hommes au Malawi, détenu depuis trois mois pour « atteinte à la pudeur »[4].

- Vendredi 12 mars 2010 : Mort à Durban de la militante anti-apartheid et écrivain sud-africaine Fatima Meer (81 ans), biographe de Nelson Mandela.

### Avril 2010
- Dimanche 4 avril 2010 :
  - Le dirigeant d'extrême droite pro-apartheid Eugene Terreblanche (69 ans) est battu à mort dans son lit et tué par un de ses employés après une querelle salariale.  Deux employés de la ferme d'Eugène Terreblanche, âgés de 15 et 21 ans, ont été arrêtés et inculpés du meurtre. Cet assassinat a ravivé les tensions raciales toujours présentes en Afrique du Sud, seize ans après la fin de l'apartheid. Suprémaciste, défenseur de l'apartheid, il était le fondateur du Mouvement de résistance afrikaner (AWB), un groupuscule violent qui s'était opposé à la fin de l'apartheid. Il avait été condamné à la prison par deux fois pour des actions violentes.
  - Le président Jacob Zuma appelle les dirigeants politiques du pays à la « responsabilité » et à l'« unité » à la suite du meurtre du dirigeant d'extrême droite pro-apartheid Eugene Terreblanche. Le Mouvement de résistance afrikaner déclare qu'il le vengerait mais a demandé à ses membres de rester calmes et de ne pas réagir immédiatement. De son côté le président de la Ligue de la Jeunesse du parti au pouvoir, Julius Malema, a suscité la polémique autour des thèmes raciaux, par son récent soutien à un chant dont le refrain appelle à « tuer les Boers » (les paysans blancs)[5],[6],[7].

- Vendredi 9 avril 2010 : Des milliers de fermiers afrikaners rendent hommage à Eugene Terreblanche, battu à mort dans son lit et tué par un de ses employés après une querelle salariale[8].

- Dimanche 25 avril 2010 : Le président Jacob Zuma lance une campagne de masse de prévention et de traitement de l'infection par le VIH, tournant la page du déni face au sida. Son prédécesseur, Thabo Mbeki (1999-2008), refusait d'engager une politique de traitement par les médicaments antirétroviraux, alors que l'Afrique du Sud, avec 5,7 millions de séropositifs, est le pays le plus contaminé au monde. La campagne vise, d'ici à 2011, à effectuer des tests de dépistage volontaires chez 15 millions de personnes, contre 2,5 millions en 2009, et à fournir des traitements anti-VIH à 1,5 million de personnes, contre environ 1 million en 2009. L'Afrique du Sud finance elle-même plus des deux tiers du coût de la réponse au sida. En 2010, les autorités du pays ont porté à plus d'un milliard de dollars (748 millions d'euros environ) le budget de la lutte contre le VIH, soit une augmentation de 30 % par rapport à l'année précédente[9].

### Mai 2010
- Lundi 3 mai 2010 : La Fédération internationale de football (Fifa) annonce que 27 000 ouvriers, qui ont participé à la construction des dix stades de la Coupe du monde de football de 2010, recevront deux billets chacun pour l'un des 64 matches de la compétition. La Fifa donnera également 66 000 billets à des Sud-Africains impliqués dans des programmes sociaux ou communautaires. Le billet le moins cher coûte 140 rands (environ 14 euros), ce qui représente une journée de salaire pour les moins qualifiés. L'Afrique du Sud a consacré près d'un milliard d'euros pour construire cinq nouveaux stades et en rénover cinq autres, en vue de la compétition (11 juin-11 juillet).

- Jeudi 6 mai 2010 : Le ministre de la police annonce qu'un projet d'attentats de l'extrême droite blanche contre des townships (ghettos) noires a été déjoué. Plusieurs personnes ont été arrêtés dans les provinces du Western Cape, du Limpopo et de Gauteng, qui englobe Johannesburg et Pretoria. Des armes et des munitions ont été découverts. Les tensions raciales, restent vives avec la persistance de profondes inégalités seize ans après la chute de l'apartheid et depuis le récent assassinat de l'extrémiste blanc Eugène Terreblanche tué par deux ouvriers agricoles[10].

- Lundi 17 mai 2010 : Grève illimitée dans les chemins de fer sud-africains, suivie par quelque 12 000 employés, pour réclamer 16 % d'augmentation de salaire, au lieu des 8 % proposés par la direction. Quelque 2 millions de personnes sont directement touchés à 24 jours  avant le coup d'envoi de la Coupe du monde de football. L'Agence des chemins de fer a dépensé 225 millions de dollars (177 millions d'euros) pour moderniser ses trains et services de bus avant le Mondial de football.

- Lundi 24 mai 2010 : Le quotidien britannique The Guardian dévoile l'existence d'un accord nucléaire entre Israël et l'Afrique du Sud. Classé top secret, l'accord, qui n'a finalement pas abouti, prévoyait la fourniture de huit missiles à têtes nucléaires à l'Afrique du Sud, ainsi qu'une coopération militaire renforcée entre les deux pays[11].

- Mercredi 26 mai 2010 :
  - Mort du ténor Siphiwo Ntshebe (34 ans), à Port Elizabeth, d'une méningite alors qu'il devait chanter lors de l'ouverture du Mondial de football. Le ténor avait grandi dans un Township.
  - De nouvelles mutations d'un champignon pathogène, identifiées l'an dernier en Afrique du Sud, pourraient compromettre les cultures de blé mondiales et mettre en péril la sécurité alimentaire de la planète, selon les conclusions d'une étude universitaire présentée avant l'ouverture de la 8e conférence  internationale du blé à Saint-Pétersbourg. Le champignon, baptisé « Ug99 », est une variante de la rouille et se répand grâce au vent, faisant tomber les plants et pouvant détruire une récolte entière[12].

### Juin 2010
- Mardi 1er juin 2010 : Dans la nuit de lundi à mardi, 41 détenus en attente de procès se sont évadés de la prison de Harrismith, avec selon le ministère, la complicité de deux gardiens. 8 des fuyards ont été rapidement rattrapés.

- Jeudi 3 juin 2010 : Des associations de lutte contre le sida accusent la FIFA  de « bloquer » la distribution de préservatifs lors du Mondial sud-africain[13].

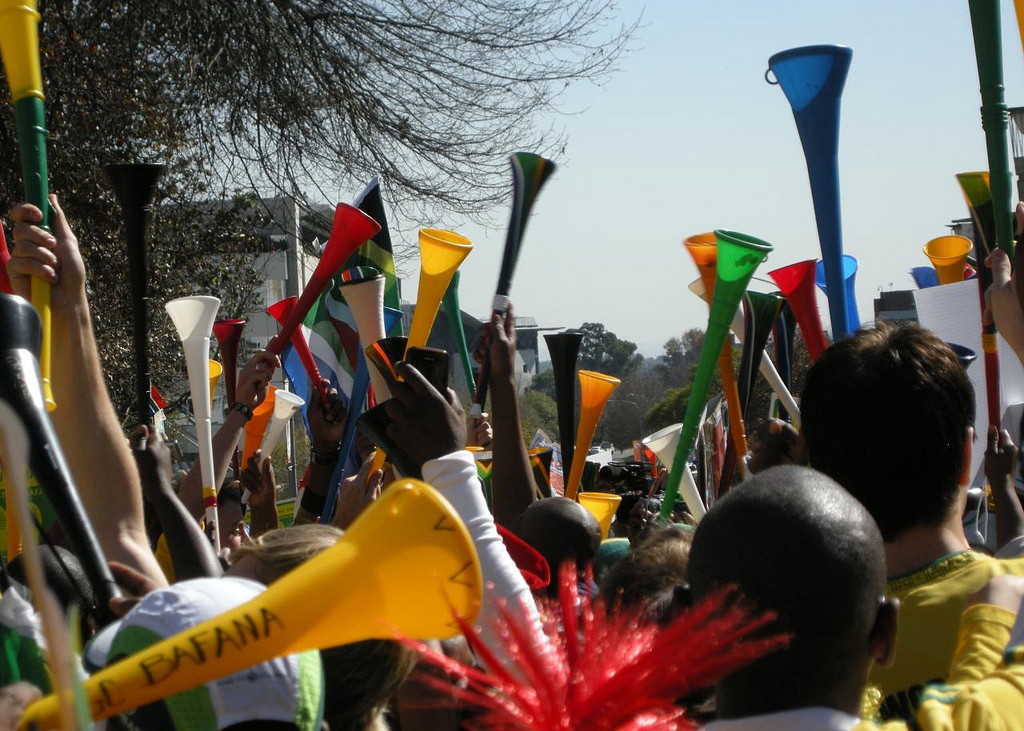
Des supporteurs avec des vuvuzelas

- Vendredi 11 juin 2010 : Match d'ouverture de la Coupe du monde de football de 2010 : match nul (1-1) entre l'Afrique du Sud et le Mexique devant 85 000 spectateurs au stade de Soccer City. Nelson Mandela, affecté par le décès accidentel de sa petite-fille de 13 ans, Zenani Mandela, dans un accident de voiture n'y assiste pas.

- Dimanche 13 juin 2010 :
  - Un avion atterrit d'urgence et sans roues sur l'aéroport de Lanseria, au nord-ouest de Johannesburg. L'appareil transportait 14 journalistes de la chaîne al-Jazira, venus couvrir la Coupe du monde de football, et 2 membres d'équipage[14].
  - L'équipe de football du Ghana signe la première victoire d'une équipe africaine au Mondial de football en battant la Serbie (1-0) grâce à un penalty en fin de match.

- Lundi 14 juin 2010 : Le boucan assourdissant et exaspérant des milliers de vuvuzelas oblige les télévisions et les radios à s'équiper de micros spéciaux, dits « directionnels » (appelés « coles »), utilisés habituellement en Formule 1, pour éviter que les voix des commentateurs soient couvertes par les trompettes. Il y a une nette amélioration de la voix qui se détache nettement, mais le son d'ambiance et toujours présent.

- Mardi 15 juin 2010 : Quatre joueurs de la Corée du Nord auraient disparu et sont pointés « absents » sur la feuille du match face au Brésil  mais la Fifa a démenti le 18 juin les rumeurs sur d'éventuelles défections.

- Vendredi 18 juin 2010 : Selon l'OMS et l'UNICEF, l'épidémie de rougeole qui se développe en Afrique de l'est et australe, a déjà touché 15 520 enfants et causé 18 décès en Afrique du Sud.

- Jeudi 24 juin 2010 : Dans les deux derniers mois 33 adolescents ont été tués lors des cérémonies traditionnelles xhosas de circoncision dans la province pauvre de l'Eastern Cape, au cours desquelles les garçons sont circoncis dans le bush par des « guérisseurs » traditionnels. Des dizaines d'autres enfants ont souffert de gangrène au pénis et ont dû être amputés, malgré les efforts des autorités pour tenter d'inculquer quelques règles d'hygiène aux « guérisseurs ». Ces rites d'initiation — auxquels la majorité se plie par peur d'être rejetée par le groupe — ont fait 200 morts en 15 ans dans la région[15].

### Juillet 2010
- Vendredi 2 juillet 2010 : L'ancien chef de la police sud-africaine et ancien président d'Interpol, Jackie Selebi (60 ans),  a été jugé coupable de corruption. Il était  accusé d'avoir reçu de l'argent et des cadeaux d'un trafiquant de drogue,  condamné pour trafic de drogue et en attente de procès pour meurtre, en échange d'informations sur les enquêtes le concernant[16].

- Dimanche 4 juillet 2010 : Les 4 demi-finalistes de la Coupe du monde de football de 2010 sont l'Allemagne, les Pays-Bas, l'Uruguay et l'Espagne[17],[18].

- Lundi 5 juillet 2010 : Le ministère de l'intérieur évalue à 1,02 million le nombre de touristes étrangers présents dans le pays à l'occasion de la Coupe du monde de football de 2010, du 1er juin au 1er juillet, soit 25 % de plus que l'année dernière[C'est-à-dire ?]. Par ailleurs, les compagnies aériennes ont refoulé 43 passagers, et 188 ressortissants étrangers en possession de documents frauduleux ont été interdits de séjour sur le territoire sud-africain.

- Mardi 6 juillet 2010 : La Fédération internationale d'athlétisme (IAAF) annonce que l'athlète sud-africaine hermaphrodite, Caster Semenya (19 ans), championne du monde du 800 m dont le genre sexuel faisait débat, est autorisée à recourir avec effet immédiat, toutefois, les informations médicales concernant l'athlète demeurent confidentielles et l'IAAF ne fera aucun commentaire à ce sujet[19].

- Samedi 10 juillet 2010 :
  - L'Allemagne termine à la troisième place de la Coupe du monde de football en battant l'Uruguay 3 à 2.
  - Une peinture, exposée dans une galerie de Johannesburg, représentant le cadavre de Nelson Mandela, étendu sur une table d'autopsie, sous le regard de personnalités politiques sud-africaines provoque le scandale et l'indignation. L'artiste, Yuill Damaso, se défend en affirmant qu'il s'agit d'un hommage à l'ancien président sud-africain, inspiré de la « Leçon d'anatomie du Docteur Tulp » (1632) de Rembrandt. Cependant, selon l'ANC, représenter un homme mort est considéré comme un acte de sorcellerie par de nombreux Africains[20].

- Dimanche 11 juillet 2010 :  L'Espagne gagne la finale la Coupe du monde de football de 2010 en battant les Pays-Bas 1 à 0.

- Lundi 12 juillet 2010 : Le ministre de la Défense annonce le déploiement de forces de police et de militaires dans la province du Cap pour protéger les immigrants d'autres pays africains. Le parti au pouvoir, le Congrès national africain (ANC), l'Église catholique en Afrique australe et la Fondation Nelson-Mandela se disent inquiets de rumeurs de violences envers les étrangers les plus pauvres une fois tombée l'euphorie de la Coupe du monde[21].

- Mardi 13 juillet 2010 : Un responsable du Comité olympique sud-africain (Sascoc), estimant que l'Afrique du Sud a parfaitement rempli sa mission en organisant avec succès et sans aucun problème majeur la première édition de la Coupe du monde de football sur le sol africain, elle pourrait être candidate pour accueillir les Jeux olympiques d'été de 2020.

- Mardi 20 juillet 2010 : Des violences ont eu lieu dans le township de Kya Sands à Johannesburg faisant 11 blessés, avivant les craintes d'une nouvelle vague d'attaques à caractère raciste. Parmi les blessés figurent des Zimbabwéens et des Mozambicains, mais aussi des Sud-Africains[22].

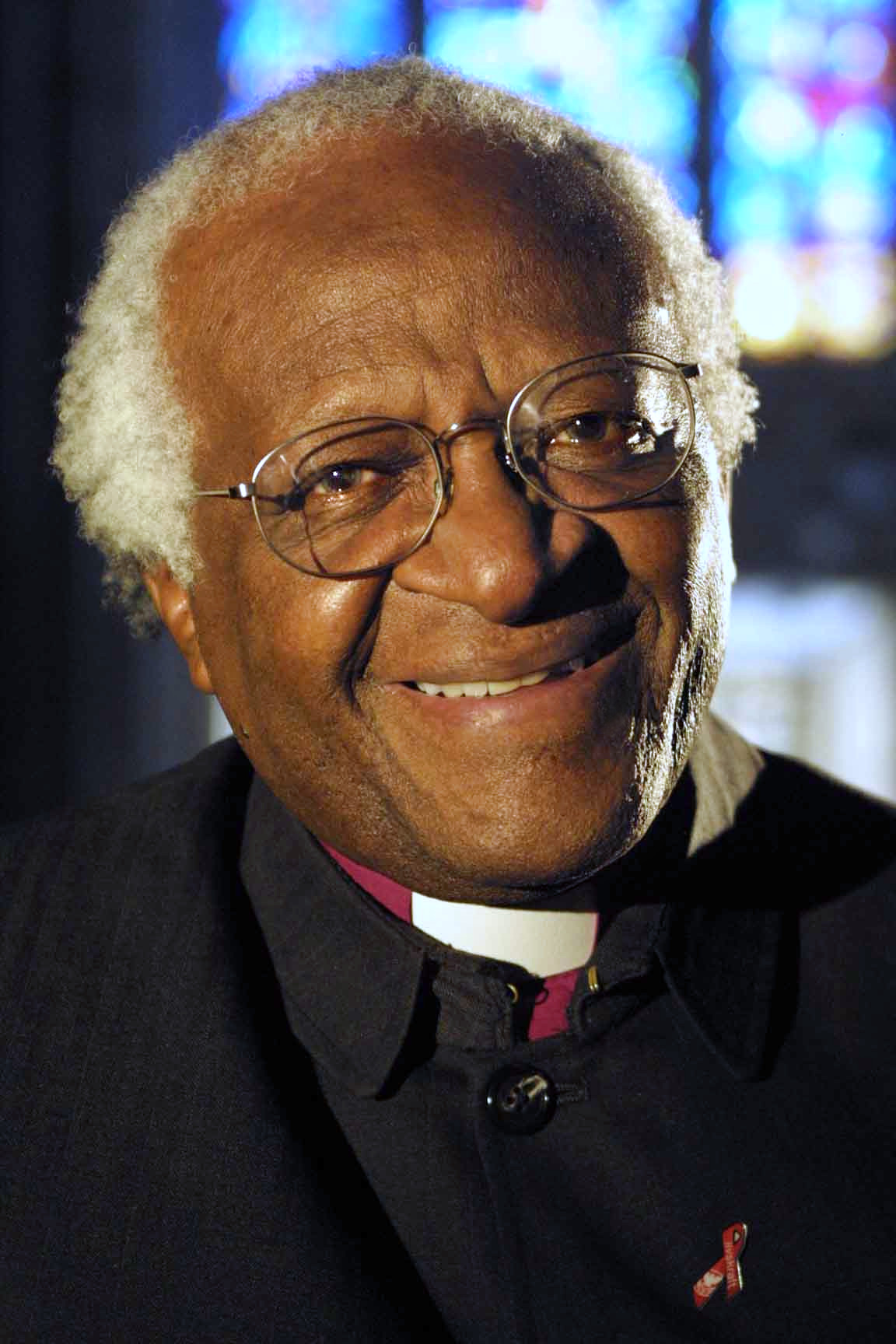
Desmond Tutu
(février 2004)

- Jeudi 22 juillet 2010 : L'ancien archevêque anglican, Desmond Tutu (79 ans), prix Nobel de la paix, annonce son retrait de la vie publique, à l'exception de son travail pour le groupe de sages « The Elders » qui réunit d'anciens dirigeants et Nobel de la Paix comme l'ancien président américain Jimmy Carter ou l'ex secrétaire général de l'Onu Kofi Annan[23].

- Vendredi 23 juillet 2010 : Un hélicoptère des forces de police s'est écrasé  dans un champ près de la ville de Witbank, après avoir été appelés en renfort sur une scène d'attaque à main armée, causant la mort de 7 policiers membres de l'unité d'intervention rapide[24].

### Août 2010
- Lundi 2 août 2010 :
  - Dans la nuit de dimanche à lundi, l'incendie d'une maison de retraite de Johannesburg fait 18 morts et 3 blessés.
  - Une polémique se développe au sujet de deux films de bizutage. Dans l'un, un groupe d'étudiants noirs humilie 4 étudiants blancs à l'Université de Bloemfontein, et ne sont pas poursuivis, alors que la semaine précédente quatre étudiants  blancs ont été condamnés à une amende de 2 000 euros pour avoir  humilié des employés noirs dans une vidéo de 2007[25].

- Mardi 3 août 2010 : l'ancien chef de la police sud-africaine et ancien président d'Interpol, Jackie Selebi (60 ans), est condamné à 15 ans de prison pour corruption par le tribunal de Johannesburg, qui a suivi les réquisitions du procureur. Il était accusé d'avoir accepté de l'argent et des cadeaux de Glen Agliotti, un homme d'affaires véreux condamné pour trafic de drogue en 2007 et actuellement jugé pour meurtre[26].

- Vendredi 13 août 2010 : une fusillade entre des mineurs « illégaux » et des gardes de sécurité aurait fait une vingtaine de morts. La mine a été fermée alors que les mineurs n'ont pas été payés depuis plusieurs mois. Selon le syndicat, ces mineurs « illégaux » seraient des anciens employés de la mine poussés par la misère à continuer de travailler[27].

- Mercredi 18 août 2010 : début d'une grève illimitée dans la fonction publique dont les syndicats demandent une revalorisation des salaires de 8,6 %, et une hausse de l'allocation logement à 1 000 rands (107 euros) pour le million de fonctionnaires du pays.

- Mardi 24 août 2010 : le président Jacob Zuma est en visite d'État de trois jours en Chine au cours desquels des accords seront signés portant sur les ressources minières, les transports, les chemins de fer, l'environnement et la géologie. Le président sud-africain visitera l'Exposition universelle de Shanghai et rencontrera le président Hu Jintao, le premier ministre Wen Jiabao, le président du Parlement Wu Bangguo et le vice-président Xi Jinping. Le commerce sino-sud-africain s'est monté en 2009 à 119,7 milliards de rands (12,9 milliards d'euros) et la Chine a injecté 5,5 milliards de dollars dans la Standard Bank il y a près de trois ans.

- Mercredi 25 août 2010 : une collision entre un train et un minibus de transport scolaire à un passage à niveau du Cap a causé la mort d'au moins huit enfants. Quatre autres personnes sont blessées.

- Jeudi 26 août 2010 : Neuvième journée de grève générale des fonctionnaires pour réclamer une augmentation des salaires de 8,6 % alors que le gouvernement propose 7,0 %[28].

### Septembre 2010
- Mercredi 1er septembre 2010 : le Syndicat national des mineurs (NUM) suspend son mouvement de solidarité avec les fonctionnaires, en grève depuis deux semaines, pour leur laisser le temps d'étudier la dernière offre salariale du gouvernement. Lundi, les autorités ont fait une nouvelle proposition de 7,5 % de hausse des salaires des fonctionnaires contre 7 % auparavant et une allocation logement mensuelle de 800 rands (108 dollars, 86 euros) au lieu de 700. Cette nouvelle proposition représenterait un coût supplémentaire de 7 milliards de rands.

- Vendredi 10 septembre 2010 : La Haute cour de Johannesburg publie un arrêt d'urgence interdisant à un homme d'affaires musulman sud-africain, Mohammed Vawda, d'organiser une « journée d'autodafé de la Bible » prévue sur une place de la ville. Il  voulait brûler samedi des Bibles en réponse à la menace du pasteur américain Terry Jones, chef d'un groupuscule chrétien intégriste, de mettre le feu au Coran à l'occasion du 9e anniversaire des attentats du 11 septembre 2001. Le pasteur a finalement renoncé à son projet qui avait provoqué une vague de protestations dans le monde musulman comme aux États-Unis et partout ailleurs dans le monde. C'est un groupe d'intellectuels musulmans, les « Chercheurs de la vérité », qui a saisi le tribunal pour empêcher l'homme d'affaires de mener à bien son projet. Leur avocat, Zehir Omar, a expliqué que les juges avaient décidé que brûler un texte religieux considéré comme sacré par des membres de la communauté sud-africaine était contraire à la loi et que la liberté d'expression d'une personne était limitée si son exercice était considéré comme injurieuse par d'autres[29].

- Jeudi 30 septembre 2010 : Selon le Conseil indépendant des plaintes, 860 personnes sont mortes l'an dernier en Afrique du Sud lors d'opérations de police ou en détention dans des commissariats : « Sur les 6.375 plaintes que nous avons reçues, 294 portaient sur des décès en cellule et 566 sur des morts causées par des opérations de police ». Environ 55 % des victimes ont été abattues avec une arme de service, 14 % sont tombées sous des coups, 13 % se sont suicidées et 11 % sont mortes de « causes naturelles » et « sept cas, soit 1 % résultent d'actes de torture ». Cependant, le nombre de victimes est de 6 % inférieur à celui de l'année précédente[30].

### Octobre 2010
- Vendredi 1er octobre 2010 : L'ancien responsable du Fonds d'aide à l'enfance de Nelson Mandela, Jeremy Ractliffe (62 ans), qui a admis avoir gardé, pendant plus de dix ans, trois diamants bruts et ne les avoir remis à la police qu'après la déposition de Naomi Campbell devant le tribunal de La Haye au procès de l'ancien président libérien, Charles Taylor, a été inculpé de possession illégale de diamants bruts[31].

- Samedi 2 octobre 2010 : La Gay Pride de Johannesburg a réuni plus de 18 000 personnes.

- Dimanche 10 octobre 2010 : Un livre « Conversations avec moi-même » qui doit paraître cette semaine et contient de nombreux documents privés concernant Nelson Mandela, prix Nobel de la paix 1993, crée l'évènement. Préfacé par le président Barack Obama, il rassemble des conversations enregistrées et des lettres et notes rédigées sur plusieurs décennies par celui qui est devenu en 1994, après des années de lutte contre le régime d'apartheid et près de trois décennies derrière les barreaux, le premier président noir d'Afrique du Sud[32].

### Novembre 2010
- Mardi 16 novembre 2010 : Le vice-président chinois, Xi Jinping, est arrivé au Cap pour une visite de trois jours en Afrique du Sud. Il participera mercredi avec son homologue sud-africain, Kgalema Motlanthe, à la quatrième commission bilatérale Chine-Afrique du Sud dans le but de renforcer leurs relations politiques et économiques. Jeudi, à Pretoria, il doit assister au 10e anniversaire du Forum sur la coopération Chine-Afrique. La Chine est devenue l'an dernier le premier débouché des exportations sud-africaines, qui sont avant tout constituées de matières premières.

- Vendredi 26 novembre 2010 :
  - Selon une étude du Conseil de la recherche médicale, 37 % des hommes vivants dans la province du Gauteng, qui inclut Johannesburg et Pretoria, ont commis au moins un viol dans leur vie et près de 6,9 % d'entre eux ont participé à un viol collectif. Plus largement, plus de trois quarts des hommes ont avoué avoir pratiqué des violences - psychologiques, économiques, physiques ou sexuelles - sur des femmes au cours de leur vie. Cependant, seul un quart des femmes interrogées ont reconnu avoir été violées et la moitié victimes de violences, et seules 3,9 % des femmes ayant reconnu avoir été violées ont déposé plainte auprès de la police[33].
  - KwaZulu-Natal : Un coup de foudre et des éclairs lors d'une cérémonie près d'une école maternelle a tué 7 personnes et en a blessé 67 autres.

### Décembre 2010
- Mercredi 22 décembre 2010 : Le rhinocéros est désormais une espèce menacée d'extinction en Afrique à cause du marché noir pour les cornes de ces mammifères, facilité par l'utilisation de moyens très sophistiqués par les braconniers. Hélicoptères, armes silencieuses, lunettes à infrarouge et tranquillisants tendent à remplacer fusils ou simples lances des chasseurs locaux. Selon le Fonds mondial pour la nature (WWF), l'épicentre du massacre a lieu en Afrique du Sud qui concentre plus de 70 % de la population mondiale de rhinocéros. En 2010, 316 animaux ont été braconnés contre 122 en 2009 et moins de 10 il y a deux décennies[34].

- Jeudi 23 décembre 2010, KwaZulu-Natal : Une collision entre deux taxis collectifs fait 16 morts et 9 blessés.